# New Americana
Pour les articles homonymes, voir Americana.
Singles de Halsey
Ghost (en)
(2014) Colors (en)
(2016)
New Americana est un single de la chanteuse américaine Halsey sorti le 10 juillet 2015. Il est extrait de son premier album studio Badlands.

## Composition
La chanson New Americana est écrite comme une satire de la pop culture américaine.

## Clip vidéo
Le clip vidéo de New Americana, réalisé par Jodeb (en), sort le 25 septembre 2015. Il est comparé aux séries de films Hunger Games et Divergente,.

## Classements et certifications
| Classement (2015-16)                        | Meilleure position |
| ------------------------------------------- | ------------------ |
| Belgique (Flandre Ultratip 100)             | 84                 |
| Canada (Hot 100)                            | 57                 |
| Canada (Canada Rock)                        | 31                 |
| Canada (CHR/Top 40)                         | 36                 |
| Canada (Hot AC)                             | 47                 |
| États-Unis (Hot 100)                        | 60                 |
| États-Unis (Adult Pop Songs)                | 27                 |
| États-Unis (Alternative Digital Song Sales) | 4                  |
| États-Unis (Alternative Songs)              | 18                 |
| États-Unis (On-Demand Songs (es))           | 40                 |
| États-Unis (Pop Digital Song Sales)         | 24                 |
| États-Unis (Pop Airplay)                    | 25                 |
| États-Unis (Rock Airplay)                   | 27                 |
| Irlande (IRMA)                              | 89                 |
| Italie (FIMI)                               | 24                 |
| Nouvelle-Zélande (Heatseekers)              | 1                  |
| Tchéquie (IFPI Rádio)                       | 34                 |
| Royaume-Uni (UK Singles Chart)              | 184                |
| Slovaquie (IFPI Rádio)                      | 28                 |

| Région | Certification | Ventes/Streams |
| --- | ------------- | -------------- |
| Australie (ARIA) | Or            | 35 000*        |
| Canada (Music Canada) | Platine       | 80 000‡        |
| États-Unis (RIAA) | Platine       | 1 000 000‡     |
| Italie (FIMI) | Platine       | 50 000‡        |
| Nouvelle-Zélande (RMNZ) | Or            | 15 000*        |
| *Ventes selon la certification ^Mise en rayon selon la certification xNon précisé par la certification ‡ventes/streaming selon la certification |               |                |